# Auditore
Auditore é uma comuna italiana da região dos Marche, Província de Pesaro e Urbino, com cerca de 1.424 habitantes. Estende-se por uma área de 20 km², tendo uma densidade populacional de 71 hab/km². Faz fronteira com Gemmano (RN), Mercatino Conca, Montefiore Conca (RN), Sassocorvaro, Tavoleto, Urbino.